# Kajsa
Kajsa (arab. قيسا) – miasto w Syrii, w muhafazie Damaszek. W 2004 roku liczyło 4151 mieszkańców.